# والتر ميلن
والتر ميلن (بالإنجليزية: Walter Milne)‏ هو لاعب دوري الرغبي نيوزيلندي، ولد في 5 أغسطس 1884، وتوفي في 19 يوليو 1968.